# 歌う大捜査線
『歌う大捜査線』（うたうだいそうさせん、英語: The Singing Detective）は、2003年のアメリカ映画で、1986年放送のイギリスのテレビドラマ『The Singing Detective』をベースとしたミュージカル・コメディ。
日本では劇場未公開で、映画タイトルは2005年にリリースされたのDVD版へ付けられた邦題である。

## 概要
ドラッグ依存を克服し、保護観察処分を解かれたロバート・ダウニー・Jrの俳優復帰作である。

メル・ギブソンとロバート・ダウニー・Jrが共同で映画化のプロジェクトを企画進行したが、撮影直前に前任の監督が降板、そこで1986年公開の『バック・トゥ・スクール』で共演したことが縁となりロバート・ダウニー・Jrと連絡を取りあっていた俳優のキース・ゴードンが、ロバートの推薦で監督を務めることとなった。

また、ケイティ・ホームズのキャスティングはメルとロバート・ダウニー・Jrの推薦だった。

1994年に他界した原作者のデニス・ポッターは何とかアメリカで成功しようと、1992年までこの脚本へ執着して書きあげた。それほど劇場版の製作へ意欲的だったが、買い手がつかないまま脚本が公開されていたためキース・ゴードンは先立って1993年には脚本を読んでいたという。一時は「バリー・レヴィンソンが監督でジャック・ニコルソンが主演」と発表、また、ニューヨークタイムズによると、「監督にロバート・アルトマン、キャストへダスティン・ホフマンが決定」とアナウンスされるも予算や諸事情の問題で製作は流れ、映像化されずに、10年近くも製作が有耶無耶になっていた。

90年代のハリウッドはミュージカル映画を敬遠する傾向であったが、MTVでリップシンクに慣れている若い子らにはきっと受け入れられるとキース・ゴードン睨んでいた。映像化に際しデニス・ポッターへの敬意をもって、極力、脚本の手直しは避けられた。

## ストーリー
謎の皮膚病に冒され病院に運び込まれた小説家ダン・ダーク。体の自由が利かない彼は病室のベッドで現実と妄想の世界を彷徨い、自分自身を「50年代のL.A.に生きる探偵兼シンガーのダン・ダーク」と妄想するようになる。正気を疑われた彼は精神分析医の診察を受ける。

## キャスト
- ダン・ダーク：ロバート・ダウニー・Jr
- ニコラ/ニナ/ブロンド：ロビン・ライト・ペン
- ギボン医師：メル・ギブソン
- マーク・ビニー：ジェレミー・ノーサム
- ミルズ看護婦：ケイティ・ホームズ
- ファースト・フッド：エイドリアン・ブロディ
- セカンド・フッド：ジョン・ポリト
- ベティ・ダーク/ホーカー：カーラ・グギーノ
- 皮膚のスペシャリスト：ソウル・ルビネック
- チーフスタッフ：アルフレ・ウッダード
- ノズキ看護婦：エイミー・アキノ
- 幼い頃のダン・ダーク：デヴィッド・ドーフマン
- バーテンダー：エディ・ジョーンズ
- 日本人医師：クライド・クサツ